# زنهان

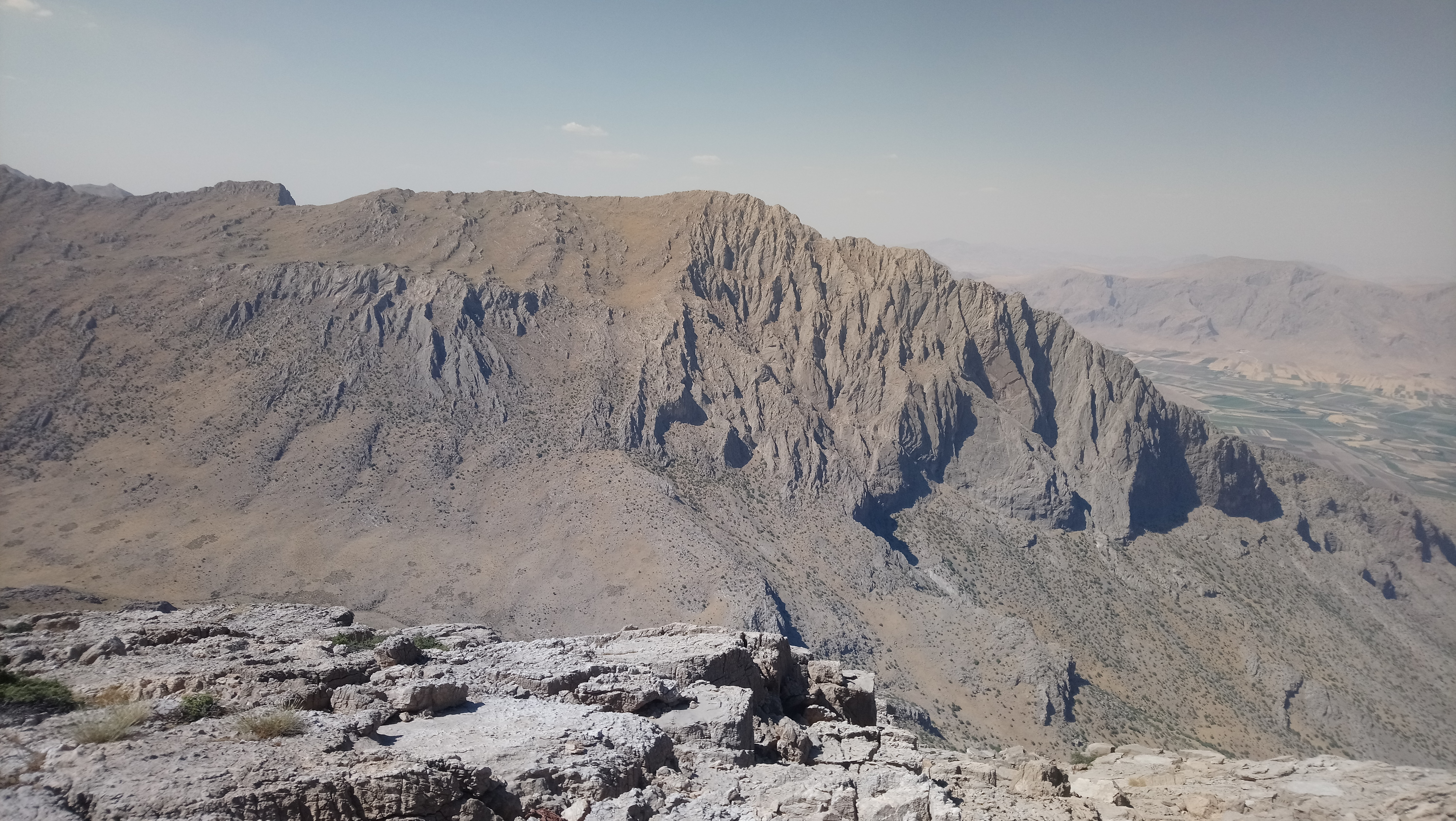
نمای قله زنهان از دید قله بیستون

زنهان، نام کوهی در کوهستان پرآو در استان کرمانشاه است. این کوه که ۲۸۵۵ متر از سطح دریا ارتفاع دارد، از نظر جغرافیایی در شمال غربی کوه بیستون قرار دارد. روستای نجوبران در کوهپایهٔ این کوه واقع شده‌است. این کوه در شمال غرب به دشت سیروله، از جنوب به میدان بیستون، از شرق به دشت چمچمال و از غرب به قلل سه کل منتهی می‌شود.

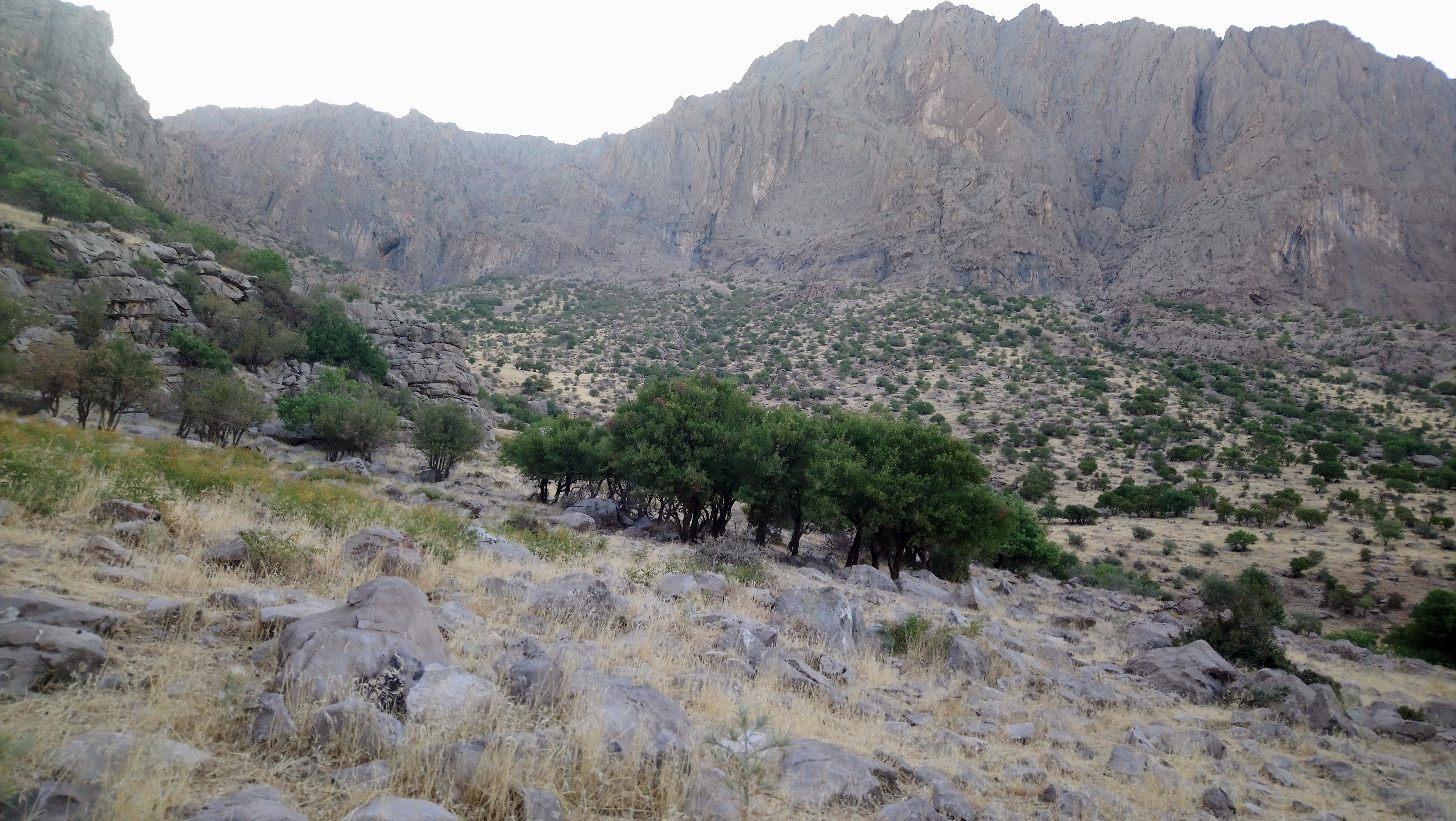
نمای جنوب‌شرقی قله زنهان

قله زنهان از سه طرف در حصر دیواره های بلند و کاملا فنی است و تنها راه صعود آن از طریق خط الرأس صورت می پذیرد. 
و همین را دلیل نامگذاری آن می دانند، زنهان به معنای زندان. 

1. ↑  Soleimanmanesh, Mohammad (2019-08-23), English: Zenhan peak's southwest view, retrieved 2019-10-02